# Fabio Attard
Fabio Attard (* 23. März 1959 in Gozo, Malta) ist ein maltesischer Geistlicher und 11. Generaloberer der Salesianer Don Boscos.
Fabio Attard wuchs in Victoria auf und besuchte das dortige Priesterseminar von 1975 bis 1978. Seine Ordensprofess legte er 1980 in Dublin ab. Er studierte an der Salesianeruniversität in Rom und wurde 1987 zum Priester geweiht.
2018 wurde er durch Papst Franziskus zum Berater des Dikasteriums für Laien, Familie und Leben ernannt.
Seit dem 25. März 2025 ist er der 11. Generalobere und Nachfolger des Heiligen Don Bosco in der Leitung des Ordens der Salesianer Don Boscos.